# فوزیه مجد
فوزیه مجد (زادهٔ ۶ تیر ۱۳۱۷) موسیقی‌دان، آهنگساز، اتنوموزیکولوگ و پژوهشگر موسیقی اهل ایران است.

## زندگی هنری
فوزیه مجد ۶ تیر ۱۳۱۷ در برلین متولد شد. او آموختن پیانو را از ۶ سالگی آغاز و تحصیلات ابتدایی را در مدرسه ژاندارک سپری نمود. امانوئل ملیک اصلانیان استاد پیانو و تأثیرگذار بر تفکر موسیقی وی بود. در سال‌های پایانی دههٔ ۱۳۲۰، برای تحصیل موسیقی به انگلستان رفت و در مدرسه «مورتون هال» مشغول به تحصیل شد.

او اولین اثر آهنگسازی حرفه‌ای خود را در سن ۱۵ سالگی به سفارش مدرسه «مورتون هال» ساخت که در استودیوی کمپانی معروف «هیز مسترز وویس» ضبط شد. روزنامه «لیورپول دِیلی پست» دربارهٔ این اثر نوشت:
«رویداد موسیقایی بسیار مهمی در مدرسه مورتون‌هال نزدیک آزوستری به وقوع پیوست … برنامه با صحنه باله «امیردخت» که توسط دانشجوی کنونی مدرسه، فوزیه مجد – یک دختر ایرانی پانزده‌ساله– ساخته شده بود به پایان رسید که برای فردی به این جوانی، آینده‌ای چشمگیر را نوید می‌دهد.»
وی پس از پایان تحصیلات متوسطه، موسیقی را در دانشگاه ادینبرا پی گرفت. سپس به ایران بازگشت و در هنرستان عالی موسیقی به تدریس «تاریخ موسیقی غرب» مشغول شد و همزمان در روزنامه کیهان بین‌المللی با نام مستعار «فلورستان» نقد موسیقی می‌نوشت و در صداخانه وزارت فرهنگ و هنر به کار بازبینی موسیقی نواحی ایران می‌پرداخت. او نوازندگی سنتور را نیز نزد فرامرز پایور و مجید کیانی آموخت.
وی در سال ۱۳۴۵ با دریافت بورسیه از دولت فرانسه راهی این کشور شد و نزد نادیا بولانژه آموزش آهنگسازی را پی گرفت. پس از آن در سال ۱۳۴۷ با دریافت بورسیه از سازمان رادیو تلویزیون ملی ایران به تحصیل اتنوموزیکولوژی تحت نظر تران وانکه در دانشگاه سوربن مشغول شد.
او در سال ۱۳۵۰ به ایران بازگشت. این زمان مصادف بود با اوج فعالیت‌های موسیقی مرکز حفظ و اشاعه موسیقی ایران، در این مرکز بخشی به پژوهش و گردآوری موسیقی نواحی ایران اختصاص داشت. در آن هنگام وی بر تحقیق و پژوهش در زمینه موسیقی نواحی و موسیقی ردیف متمرکز شد. او با سفر به خراسان، سیستان و بلوچستان، هرمزگان، بوشهر و … به همراه گروهی که خود بنا نهاده بود، مجموعه‌هایی از موسیقی نواحی، اقوام و ردیفی را گردآوری کرد.
جمع‌آوری ردیف‌های سعید هرمزی، یوسف فروتن، عبدالله دوامی، نورعلی برومند و نمونه‌های موسیقی محلی خراسان مانند: اجراهایی از حسین یگانه، اولیاقلی یگانه، مختار زنبیل باف، حمرا گل فروز، نظرمحمد سلیمانی و…، با یاری مهدی کمالیان از مهم‌ترین دستاوردهای سفرهای پژوهشی او می‌باشد.
او «گروه گردآوری و شناخت موسیقی» را در سازمان تلویزیون ملی ایران تأسیس کرد و با دعوت از برخی موسیقی‌دان، برنامه‌های مختلفی در شهرهای شیراز (جشن هنر)، مشهد (جشن توس) و تهران (کارگاه نمایش، تأتر شهر) برگزار نمود. قدیمی‌ترین پژوهش در مورد «موسیقی سوگواری در بوشهر» را نیز او به انجام رسانده‌است.

## فعالیت‌های هنری
فوزیه مجد سابقهٔ تدریس در هنرستان عالی موسیقی و انستیتو موزیکولوژی تهران را در کارنامهٔ خود دارد. از دیگر فعالیت‌های او می‌توان به پژوهش و گردآوری موسیقی نواحی ایران و ردیف دستگاهی موسیقی ایران و نگارش مقالاتی در فصلنامهٔ موسیقی ماهور اشاره کرد.

## آثار

### موسیقی فیلم
- پسر ایران از مادرش بی‌خبر است به کارگردانی فریدون رهنما
- سیاوش در تخت جمشید به کارگردانی فریدون رهنما

### کتاب
- «نفیرنامه» - ناشر: مؤسسه فرهنگی هنری ماهور ۱۳۹۰[۱۳]
- «سه ساخته برای پیانو: پایکوبی در دهکده سونات رومانتیک نمایشی» - ناشر: ماهور ۱۳۷۸[۱۴]
- «ایرانا برای ستاره‌ها: گفتگو ۸۸ برای پیانو» - ناشر: ماهور ۱۳۷۷[۱۵]
- «پرما برای پیانو» - ناشر: ماهور ۱۳۹۱[۱۶]
- «شب کوک» ناشر: سوره مهر ۱۳۹۲[۱۷]
- «سوئیت ایرانی برای پیانو» - ناشر: ماهور ۱۳۸۰[۱۸]

### آلبوم
- «موسیقی فیلم و نمایش» به رهبری گلنوش خالقی[۱۹][۲۰]
- «شب کوک»[۲۱]
- «گر بنگری به سویم»
- «شائری در بلوچستان»[۲۲]
- «گوات و ذکر در بلوچستان»[۲۳]
- «موسیقی نواحی ایران - موسیقی نوبان و زار»[۲۴]
- آلبوم موسیقی «موسیقی نواحی ایران - اربعین در بوشهر»[۲۵]
- «موسیقی نواحی ایران - موسیقی تربت جام (۴۲)»[۲۶]
- «موسیقی نواحی ایران - موسیقی شمال خراسان (۶)»[۲۷]
- «موسیقی نواحی ایران - موسیقی شمال خراسان (۳۹)»[۲۸]
- «موسیقی نواحی ایران - موسیقی شمال خراسان-داستان شاهزاده زرین عذار»[۲۹]
- «موسیقی نواحی ایران - موسیقی عاشقی آذربایجان غربی»[۳۰]

## جوایز و افتخارات
- آذر ۱۳۸۶، از فوزیه مجد در کنار رامبد صدیف به عنوان پژوهشگر موسیقی، توسط کمیته موسیقی «ایکم[۳۱]»، در خانه هنرمندان ایران تجلیل به عمل آمد.[۳۲][۳۳]
- در سی و سومین دوره جشنواره موسیقی فجر، جایزه باربد بخش موسیقی نواحی به فوزیه مجد اهداء شد.[۳۴]
- بهمن ۱۳۹۹، در آیینِ ششمین سال‌نوای موسیقی ایران، از فوزیه مجد، تقدیر به عمل آمد. شریف لطفی در غیاب وی، لوح تقدیر و تندیس «سال‌نوا» را دریافت کرد.[۳۵][۳۶]